# Mertasari
Mertasari is een bestuurslaag in het regentschap Banjarnegara van de provincie Midden-Java, Indonesië. Mertasari telt 3825 inwoners (volkstelling 2010).